# Світова спадщина ЮНЕСКО

Емблема проєкту Світова спадщина

Світова́ спа́дщина ЮНЕСКО (англ. World Heritage) — видатні культурні та природні цінності, що вважаються надбанням усього людства. Ці цінності перелічені в Списку ЮНЕСКО.
1972 року, на XVII сесії в Парижі, ЮНЕСКО прийняла Конвенцію про охорону Всесвітньої культурної й природної спадщини (набула чинності в 1975 році). До початку 1992 року Конвенцію ратифікували 123 країни-члени ООН (в тому числі СРСР в 1988 році).
На 23 жовтня 2020 року Конвенцію вже ратифікували 194 держави-учасниці. Тільки Ліхтенштейн, Науру та Тувалу не є учасниками Конвенції. У 2017 році Ізраїль та США заявили про вихід з організації.
Статус об'єкта Світової спадщини дає такі переваги:
- Додаткові гарантії збереження і цілісності унікальних природних і культурних комплексів.
- Підвищує престиж територій і установ, які ними опікуються.
- Сприяє популяризації включених у Список об'єктів і розвитку альтернативних видів природокористування (у першу чергу, екологічного туризму).
- Забезпечує пріоритетність у залученні фінансових коштів для підтримки об'єктів Світової культурної й природної спадщини, у першу чергу, з Фонду Світової спадщини.
- Сприяє організації моніторингу і контролю за станом збереження природних і культурних об'єктів.

Станом на 2023 рік у списку Світової спадщини перебувають 1157 об'єктів (зокрема 900 культурних, 218 природних і 39  змішаних) зі 167 країн. З об'єктів, розташованих по країнах, Італія є батьківщиною найбільшого числа об'єктів Світової спадщини з 58 об'єктами. За нею іде Китай (56), Німеччина (51), Іспанія (49), Франція (49), Індія (40) та Мексика (35). ЮНЕСКО надає кожному об'єкту Світової спадщини ідентифікаційний номер; але нові включення часто включають попередні об'єкти, доповнені в рамках розширення. У результаті, ідентифікаційні номери перевищують 1200, хоча об'єктів у списку є менше.
Це окремі архітектурні споруди й ансамблі — Акрополь, собори в Ам'єні та Шартрі, історичний центр Варшави (Польща), Львова (Україна), Московський кремль і Красна площа (РФ) та інші міста — Бразиліа, Венеція разом з лагуною та ін.; археологічні заповідники — Дельфи та ін.; національні парки — Морський парк Великого Бар'єрного рифу, Єллоустонський (США) та інші. Держави, на території яких розташовані об'єкти Світової спадщини, беруть на себе зобов'язання щодо їхнього збереження.

## Критерії
Головна мета списку Світової спадщини — зробити відомими та захистити об'єкти, які є унікальними. З цією метою, а також через прагнення до об'єктивності, були складені оцінювальні критерії. Спочатку (з 1978 року) існували тільки критерії для об'єктів культурної спадщини — цей список налічував шість пунктів. Потім, — для відновлення рівноваги між різними континентами, — з'явилися природні об'єкти та для них список складався з чотирьох пунктів. Нарешті у 2005 році всі ці критерії були зведені воєдино, і тепер кожен об'єкт Світової спадщини має у своєму описі хоч би один з них. Номери критеріїв зазвичай позначаються римськими числами, написаними маленькими буквами.

### Культурні критерії
- (i) Об'єкт має являти собою витвір творчого людського генія.
- (ii) Об'єкт має представляти, як важлива зміна людських цінностей протягом певного часу або в межах певного культурного регіону впливає на розвиток архітектури або технологій, монументального мистецтва, міського планування або ландшафтного дизайну.
- (iii) Об'єкт має слугувати унікальним або принаймні винятковим свідоцтвом культурної традиції або цивілізації, яка нині існує або припинила своє існування.
- (iv) Об'єкт має бути видатним зразком типу споруди, архітектурного або технологічного ансамблю або ландшафту, який (або які) ілюструють важливу епоху (або епохи) історії людства.
- (v) Об'єкт має бути видатним зразком традиційного поселення, землекористування або водокористування, який представляє певну культуру або певну форму взаємодії людини з довкіллям, особливо якщо такий зразок став вразливим під впливом незворотних змін.
- (vi) Об'єкт має бути прямо чи опосередковано пов’язаним з подіями або наявною традицією, ідеями або віруваннями, з творами мистецтва та літератури, що мають світове значення. (Комітет ЮНЕСКО вважає, що цей критерій варто застосовувати у поєднанні з іншими критеріями.)

### Природні критерії
- (vii) Об'єкт має представляти зразок унікального природного явища або ділянку неповторної природної краси та естетичної важливості.
- (viii) Об'єкт має бути видатним прикладом, який представляє основні віхи історії людства, в тому числі сліди давнього життя, важливі поточні геологічні процеси формування земної поверхні, або важливі геоморфологічні та фізіографічні явища.
- (ix) Об'єкт має бути видатним зразком, що представляє важливі поточні екологічні та біологічні процеси в еволюції та розвитку наземних, прісноводних, берегових та морських екосистем та сукупностей рослин і тварин.
- (x) Об'єкт має бути ареалом проживання найбільш важливих видів з погляду збереження біологічного розмаїття, в тому числі видів, що знаходяться під загрозою зникнення та мають видатну універсальну цінність для науки та збереження довкілля.

## Процедура внесення до Списку світової спадщини ЮНЕСКО
На першому етапі об'єкт необхідно внести до Попереднього списку об'єктів-кандидатів на включення до Списку всесвітньої спадщини. Внесення до Попереднього списку передбачає намір держави надалі включити цей об'єкт до Списку всесвітньої спадщини ЮНЕСКО.
Заявка на включення до Попереднього списку має бути подана до Секретаріату ЮНЕСКО не менше ніж за рік до подання номінаційного досьє для включення об'єкта до Списку всесвітньої спадщини.
У ході підготовки документації для включення об'єкта до Списку всесвітньої спадщини держава-учасниця Конвенції 1972 року має залучити широке коло учасників, зокрема представників, що входять до складу управління відповідним культурним чи природним об'єктом, представників місцевих та регіональних влад, місцеві суспільства, неурядові організації, інші зацікавлені сторони.
Документація має бути підготовлена англійською або французькою мовою у стандартному форматі заявки, який включає назву об'єкта, інформацію про його географічне розташування, стислий опис та обґрунтування щодо видатної універсальної цінності об'єкта.
Згідно із процедурою після внесення об'єкта до Попереднього списку починається процес підготовки номінаційного досьє для включення об'єкта безпосередньо до Списку всесвітньої спадщини ЮНЕСКО.
Секретаріат ЮНЕСКО подає номінаційне досьє на включення об'єкта до Списку всесвітньої спадщини на розгляд Комітету всесвітньої спадщини, який вивчає, чи відповідає об'єкт критеріям щодо видатної універсальної цінності. У разі визнання відповідності цим критеріям Комітет всесвітньої спадщини приймає рішення про включення об'єкта до Списку всесвітньої спадщини ЮНЕСКО.

## Списки об'єктів світової спадщини

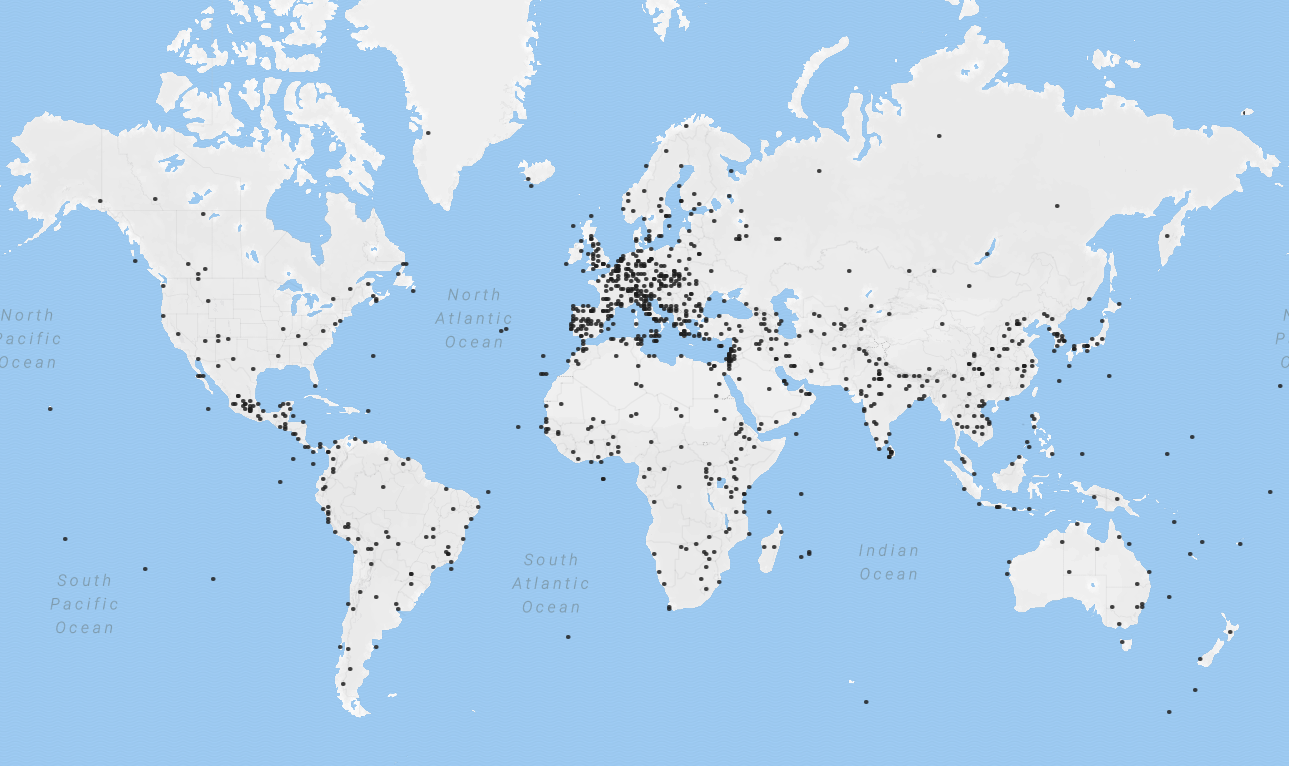
Світові пам'ятки ЮНЕСКО (інтерактивна карта)

Регіони, що представлені тут, визначені ЮНЕСКО для його дій, і не обов'язково відображають фактичне географічне розташування країн.
| Регіон ЮНЕСКО                | Культурний тип | Природний тип | Змішаний тип | Загалом | %     |
| ---------------------------- | -------------- | ------------- | ------------ | ------- | ----- |
| Африка                       | 54             | 39            | 5            | 98      | 8 %   |
| Арабські країни              | 82             | 5             | 3            | 90      | 8 %   |
| Азія і Тихоокеанський регіон | 195            | 70            | 12           | 277     | 24 %  |
| Європа і Північна Америка    | 469            | 66            | 11           | 546     | 47 %  |
| Латинська Америка і Кариби   | 100            | 38            | 8            | 146     | 13 %  |
| Загалом                      | 900            | 218           | 39           | 1157    | 100 % |

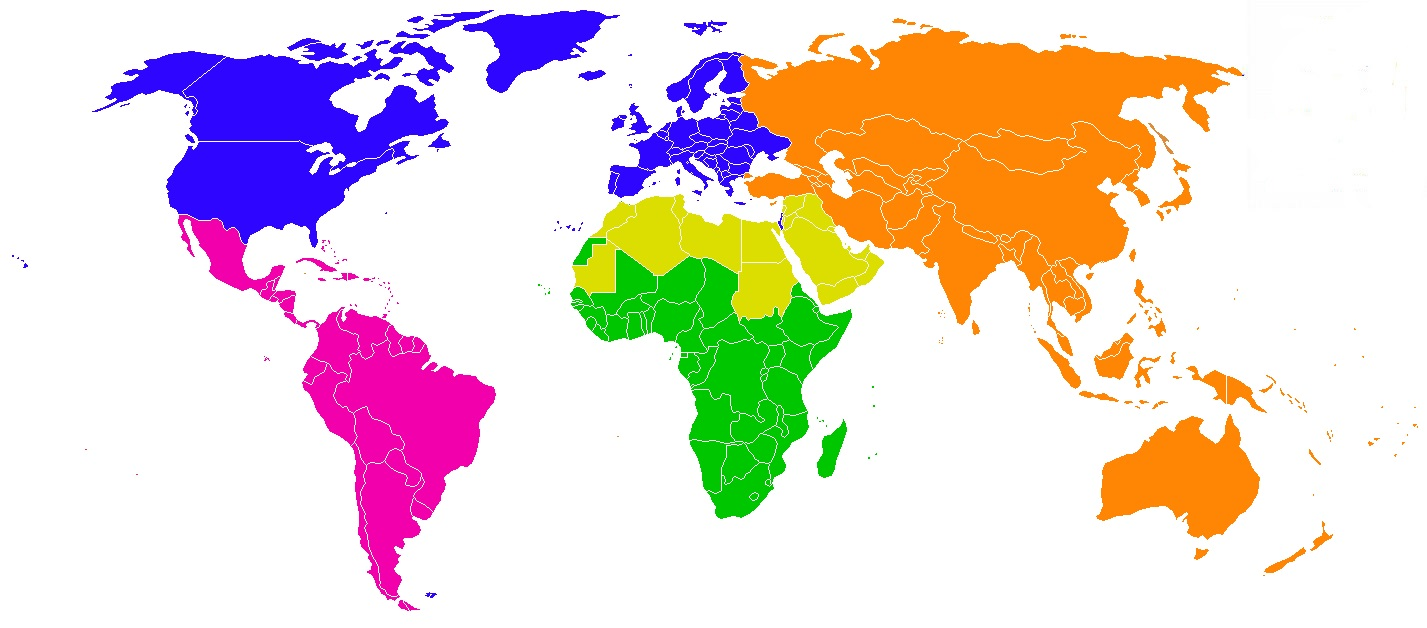
5 географічних регіонів, визначених ЮНЕСКО:
Європа і Північна Америка
Азія і Океанія
Арабські країни
Латинська Америка і Кариби
Африка

Країни з найбільшою кількістю об'єктів Світової спадщини (2023 рік).
- Список об'єктів Світової спадщини ЮНЕСКО в Австралії
- Список об'єктів Світової спадщини ЮНЕСКО в Австрії
- Список об'єктів Світової спадщини ЮНЕСКО в Азербайджані
- Список об'єктів Світової спадщини ЮНЕСКО в Албанії
- Список об'єктів Світової спадщини ЮНЕСКО в Алжирі
- Список об'єктів Світової спадщини ЮНЕСКО в Анголі
- Список об'єктів Світової спадщини ЮНЕСКО в Андоррі
- Список об'єктів Світової спадщини ЮНЕСКО в Аргентині
- Список об'єктів Світової спадщини ЮНЕСКО в Афганістані
- Список об'єктів Світової спадщини ЮНЕСКО в Бангладеш
- Список об'єктів Світової спадщини ЮНЕСКО у Барбадосі
- Список об'єктів Світової спадщини ЮНЕСКО в Бахрейні
- Список об'єктів Світової спадщини ЮНЕСКО в Бельгії
- Список об'єктів Світової спадщини ЮНЕСКО у Беніні
- Список об'єктів Світової спадщини ЮНЕСКО в Білорусі
- Список об'єктів Світової спадщини ЮНЕСКО в Болгарії
- Список об'єктів Світової спадщини ЮНЕСКО в Боснії і Герцеговині
- Список об'єктів Світової спадщини ЮНЕСКО у Ботсвані
- Список об'єктів Світової спадщини ЮНЕСКО в Бразилії
- Список об'єктів Світової спадщини ЮНЕСКО у Буркіна-Фасо
- Список об'єктів Світової спадщини ЮНЕСКО у Ватикані
- Список об'єктів Світової спадщини ЮНЕСКО у Великій Британії
- Список об'єктів Світової спадщини ЮНЕСКО у Вірменії
- Список об'єктів Світової спадщини ЮНЕСКО у Габоні
- Список об'єктів Світової спадщини ЮНЕСКО у Гамбії
- Список об'єктів Світової спадщини ЮНЕСКО у Гані
- Список об'єктів Світової спадщини ЮНЕСКО у Гвінеї
- Список об'єктів Світової спадщини ЮНЕСКО в Греції
- Список об'єктів Світової спадщини ЮНЕСКО в Данії
- Список об'єктів Світової спадщини ЮНЕСКО в Еритреї
- Список об'єктів Світової спадщини ЮНЕСКО в Естонії
- Список об'єктів Світової спадщини ЮНЕСКО в Ефіопії
- Список об'єктів Світової спадщини ЮНЕСКО в Єгипті
- Список об'єктів Світової спадщини ЮНЕСКО в Ємені
- Список об'єктів Світової спадщини ЮНЕСКО у Замбії
- Список об'єктів Світової спадщини ЮНЕСКО у Зімбабве
- Список об'єктів Світової спадщини ЮНЕСКО в Ізраїлі
- Список об'єктів Світової спадщини ЮНЕСКО в Індії
- Список об'єктів Світової спадщини ЮНЕСКО в Індонезії
- Список об'єктів Світової спадщини ЮНЕСКО в Ірані
- Список об'єктів Світової спадщини ЮНЕСКО в Ірландії
- Список об'єктів Світової спадщини ЮНЕСКО в Ісландії
- Список об'єктів Світової спадщини ЮНЕСКО в Іспанії
- Список об'єктів Світової спадщини ЮНЕСКО в Італії
- Список об'єктів Світової спадщини ЮНЕСКО в Камбоджі
- Список об'єктів Світової спадщини ЮНЕСКО у Камеруні
- Список об'єктів Світової спадщини ЮНЕСКО в Канаді
- Список об'єктів Світової спадщини ЮНЕСКО на Кіпрі
- Список об'єктів Світової спадщини ЮНЕСКО в Китаї
- Список об'єктів Світової спадщини ЮНЕСКО на Кубі
- Список об'єктів Світової спадщини ЮНЕСКО в Республіці Корея
- Список об'єктів Світової спадщини ЮНЕСКО в Латвії
- Список об'єктів Світової спадщини ЮНЕСКО в Литві
- Список об'єктів Світової спадщини ЮНЕСКО у Люксембурзі
- Список об'єктів Світової спадщини ЮНЕСКО в Північній Македонії
- Список об'єктів Світової спадщини ЮНЕСКО на Маршаллових Островах
- Список об'єктів Світової спадщини ЮНЕСКО в Мальті
- Список об'єктів Світової спадщини ЮНЕСКО в Молдові
- Список об'єктів Світової спадщини ЮНЕСКО в Нідерландах
- Список об'єктів Світової спадщини ЮНЕСКО в Німеччині
- Список об'єктів Світової спадщини ЮНЕСКО в Норвегії
- Список об'єктів Світової спадщини ЮНЕСКО в Папуа — Новій Гвінеї
- Список об'єктів Світової спадщини ЮНЕСКО в Перу
- Список об'єктів Світової спадщини ЮНЕСКО в Польщі
- Список об'єктів Світової спадщини ЮНЕСКО в Португалії
- Список об'єктів Світової спадщини ЮНЕСКО в Росії
- Список об'єктів Світової спадщини ЮНЕСКО в Румунії
- Список об'єктів Світової спадщини ЮНЕСКО в Сан-Марино
- Список об'єктів Світової спадщини ЮНЕСКО в Сербії
- Список об'єктів Світової спадщини ЮНЕСКО в Словаччині
- Список об'єктів Світової спадщини ЮНЕСКО в Словенії
- Список об'єктів Світової спадщини ЮНЕСКО на Соломонових Островах
- Список об'єктів Світової спадщини ЮНЕСКО в СРСР
- Список об'єктів Світової спадщини ЮНЕСКО в США
- Список об'єктів Світової спадщини ЮНЕСКО в Туреччині
- Список об'єктів Світової спадщини ЮНЕСКО в Угорщині
- Список об'єктів Світової спадщини ЮНЕСКО в Україні
- Список об'єктів Світової спадщини ЮНЕСКО на Фіджі
- Список об'єктів Світової спадщини ЮНЕСКО на Філіппінах
- Список об'єктів Світової спадщини ЮНЕСКО у Фінляндії
- Список об'єктів Світової спадщини ЮНЕСКО у Франції
- Список об'єктів Світової спадщини ЮНЕСКО в Хорватії
- Список об'єктів Світової спадщини ЮНЕСКО у Чехії
- Список об'єктів Світової спадщини ЮНЕСКО у Чорногорії
- Список об'єктів Світової спадщини ЮНЕСКО у Швейцарії
- Список об'єктів Світової спадщини ЮНЕСКО у Швеції
- Список об'єктів Світової спадщини ЮНЕСКО на Шрі-Ланці
- Список об'єктів Світової спадщини ЮНЕСКО в Японії

## Об'єкти Світової спадщини ЮНЕСКО під загрозою знищення
Перелік об'єктів Світової спадщини в небезпеці (ЮНЕСКО)

## Світова спадщина ЮНЕСКО в Україні
У списку об'єктів Світової спадщини ЮНЕСКО в Україні налічується вісім найменувань (станом на 2023 рік): сім культурних об'єктів і один природний. Із них один об'єкт — Собор Святої Софії у Києві та Києво-Печерська лавра визнані шедевром творчого людського генія (критерій I).